# Rancaekek
Rancaekek est une ville indonésienne située dans la province de Java occidental,et comptant en 2005 une population de 152 100 habitants.